# Grb Občine Cirkulane
Grb Občine Cirkulane je upodobljen na podaljšanem ščitu poznogotskega stila. Osnovni motiv grba je narobe obrnjeno zlato sidro na modri podlagi. Narobe obrnjeno sidro je heraldična figura, ki so jo v svojem grbu imeli borlski gospodje Draneški med letoma 1160 in 1200. 
Zunanja zlata obroba ščita služi kot grbovni okras.